# Tuffi ai Giochi della XXXII Olimpiade - Trampolino 3 metri sincro femminile
La gara dei tuffi dal trampolino 3 metri sincro femminile dei Giochi della XXXII Olimpiade di Tokyo è stata disputata il 25 luglio 2021 presso il Tokyo Aquatics Centre. Vi hanno partecipato otto coppie di atlete provenienti da altrettante nazioni. La gara si è svolta in un unico turno di finale in cui ogni coppia ha eseguito una serie di cinque tuffi.
La competizione è stata vinta dalla coppia cinese Shi Tingmao e Wang Han, mentre l'argento e il bronzo sono andati rispettivamente alle canadesi Jennifer Abel e Mélissa Citrini-Beaulieu e alle tedesche Lena Hentschel e Tina Punzel.

## Risultati
| Pos.    | Atlete                                 | Nazione       | T1    | T2    | T3    | T4    | T5    | Totale |
| ------- | -------------------------------------- | ------------- | ----- | ----- | ----- | ----- | ----- | ------ |
| Oro     | Shi Tingmao Wang Han                   | Cina          | 49,80 | 49,80 | 75,60 | 74,70 | 76,50 | 326,40 |
| Argento | Jennifer Abel Mélissa Citrini-Beaulieu | Canada        | 47,40 | 45,00 | 67,50 | 70,68 | 70,20 | 300,78 |
| Bronzo  | Lena Hentschel Tina Punzel             | Germania      | 48,60 | 46,20 | 63,00 | 63,00 | 64,17 | 284,97 |
| 4       | Dolores Hernández Carolina Mendoza     | Messico       | 44,40 | 46,20 | 61,20 | 57,60 | 65,70 | 275,10 |
| 5       | Haruka Enomoto Hazuki Miyamoto         | Giappone      | 45,60 | 45,60 | 63,00 | 58,50 | 56,70 | 269,40 |
| 6       | Katherine Torrance Grace Reid          | Gran Bretagna | 46,80 | 50,40 | 61,20 | 50,40 | 60,30 | 269,10 |
| 7       | Elena Bertocchi Chiara Pellacani       | Italia        | 49,20 | 48,00 | 63,00 | 61,38 | 45,90 | 267,48 |
| 8       | Alison Gibson Krysta Palmer            | Stati Uniti   | 49,20 | 50,40 | 54,90 | 43,71 | 65,28 | 263,49 |